# Дзеніс Козіца
Дзеніс Козіца (швед. Dzenis Kozica, нар. 28 квітня 1993) — шведський футболіст, півзахисник клубу «Юргорден».

## Ігрова кар'єра
Народився 28 квітня 1993 року. Вихованець футбольної школи клубу «Вернамо». Дорослу футбольну кар'єру розпочав 2009 року в основній команді того ж клубу, в якій провів шість сезонів, взявши участь у 151 матчі чемпіонату. Більшість часу, проведеного у складі «Вернамо», був основним гравцем команди.
Своєю грою за цю команду привернув увагу представників тренерського штабу клубу «Єнчопінг Седра», до складу якого приєднався 2016 року. Відіграв за команду з Єнчопінга наступні два сезони своєї ігрової кар'єри. Граючи у складі «Єнчопінг Седри», також виходив на поле в основному складі команди, не пропустивши жодної гри чемпіонату. У другому з сезонів він забив 8 голів і став найкращим бомбардиром команди, але це не врятувало її від вильоту.
На початку 2018 року став гравцем клубу «Юргорден», з яким того ж року виграв Кубок Швеції. Станом на 20 червня 2018 року відіграв за команду з Стокгольма 12 матчів в національному чемпіонаті.

## Титули і досягнення
- Володар Кубка Швеції (1):

«Юргорден»: 2017–18